# Izopode
Izopodele (Isopoda) este un ordin de crustacee mici de 0,5–20 mm, care au un segment toracic unit cu capul și șapte segmente toracice libere, fiecare cu câte o pereche de picioare identic conformate; sunt  adaptate la mediul marin, libere sau parazite la pești și crustacei; există forme dulcicole, de ape freatice, sau terestre. Include circa 10 000 de specii.
Izopodele sunt crustacee mici de 0,5–20 mm, cu corpul ușor turtit dorsoventral. Sunt lipsite de carapace ca și la amfipode. La cap se sudează primul și cel de-al doilea toracomer (= segment toracic).  Pleonul (= abdomenul) este scurt, cu somitele abdominale parțial sudate. La nivelul abdomenului ultimul pleomer (= segment abdominal) fuzionează cu telsonul (= porțiunea terminală a corpului care conține anusul) și formează așa-numitul pleotelson. Pereiopodele (= picioarele toracice) sunt ambulatoare (adică servesc pentru deplasare). Au o pereche de maxilipede (= apendice pereche care intra în alcătuirea aparatului bucal), restul toracopodelor (= apendicelor toracice) sunt uniramate (adică formate din segmente neramificate), asemănătoare între ele sau modificate. Baza picioarelor este apărată ca și la amfipode de epimerite laterale ale tergitelor (= placilor sclerotizate dorsale) segmentelor corpului.  La mascul, pleopodele (= apendicele primelor cinci segmente abdominale) I și II sunt transformate în gonopode (= pleopode modificate pentru funcția genitală). Pleopodele sunt biramate (adică formate din 2 ramuri: endopoditul,orientat spre interior și exopoditul, orientat spre exterior), sunt foliacee și servesc în principal la respirație. Exopoditul (=  ramura exterioară a apendicelui biramat) pleopodelor este respirator, la oniscoide cu trahei. Branhiile sunt atașate de pleopode, inima este în pleon.  La formele acvatice, funcție respiratoare au endopoditele, care sunt protejate la exterior de exopodite. Exopoditele primei perechi de pleopode sunt lungi și se unesc în plan median, formând un fel de capac de protecție. La formele terestre, funcția respiratorie este preluată de exopodite, care prezintă în interior o rețea de canale ramificate – pseudotrahei. Au glandă maxilară. Antena I este scurtă. Antenulele sunt mai mici decât antenele, care pot prezenta uneori un mic epipodit. La speciile terestre, antenulele sunt atrofiate. La femele ventral, pe torace se formează o cameră incubatoare protejată de oostegite (=  expansiuni lamelare ale coxopoditelor toracopodelor, care formează un receptacul pentru ouă). La masculi, oostegitele perechii a șaptea prezintă caractere sexuale. Au ochi compuși sesili, imobili sau plasați pe protuberanțe ale capului. La multe specii există statociști.
Izopodele reprezintă unul din grupele de crustacee cu un deosebit succes evolutiv.
Sunt adaptate la mediul marin, libere (Idothea, Sphaeroma ) sau parazite la pești și crustacei (Anilocra). Există forme dulcicole (Asellus), de ape freatice, sau terestre (Oniscus, Porcellio, Armadillidium). Izopodele terestre au structuri speciale care le permit să respire aer atmosferic. Denumirea de izopode a fost dată în opoziție cu cea a amfipodelor, datorită faptului că izopodele au picioarele toracice identic conformate.

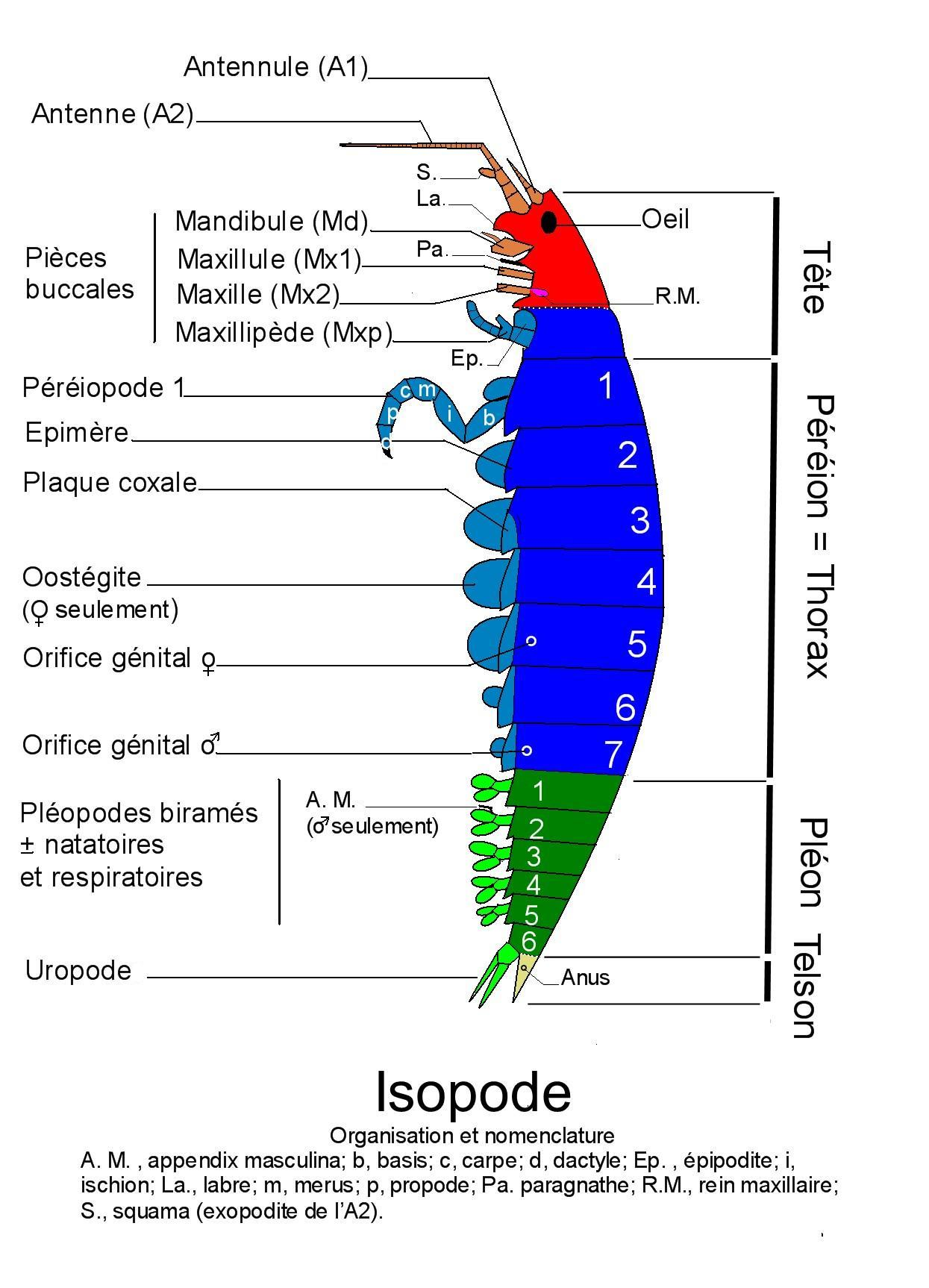
Organizarea izopodelor.